# 北村敬子
北村 敬子（きたむら けいこ、1945年11月21日 - 2023年6月13日）は、日本の会計学者。中央大学名誉教授。中央大学副学長、ヤマトホールディングス監査役、京王電鉄監査役、明治安田生命保険取締役、日野自動車監査役等を歴任。会計士補（公認会計士試験旧第二次試験合格）・税理士。旧姓米田。

## 経歴・人物
1945年11月21日生まれ。奈良県出身。東京都立新宿高校卒業後、中央大学商学部会計学科に入学。学生時代、中央大学経理研究所に所属し、学部在学中に公認会計士第二次試験に合格した。1968年、同大学商学部会計学科卒業。1970年、同大学大学院商学研究科修士課程修了。1973年、同博士課程単位取得退学。同年、中央大学商学部助手に採用。その後、1981年に同大学商学部教授に昇進。学部時代から定年まで中央大学に所属していた。財務省「独立行政法人評価委員会」臨時委員を務める。2000年代には、内閣「司法制度改革審議会」委員および法務省「法制審議会」委員に就任。
1997年中央大学商学部長。2004年中央大学副学長。2006年ヤマトホールディングス監査役。2014年京王電鉄監査役。2015年明治安田生命保険取締役、日野自動車監査役。2016年3月に中央大学を定年退職。同時に名誉教授。2021年京王電鉄取締役。
ゼミ生の多くが公認会計士などの職業会計人を目指すことでも知られており、OBOGの約半数が公認会計士・税理士の資格を保有している。ゼミ出身者には、田代樹彦（名城大学教授）、西山徹二（高千穂大学教授、副学長）、田中薫（流通経済大学准教授）、堀江優子（明星大学教授）、中村英敏（中央大学准教授・公認会計士）、丸岡恵梨子（流通経済大学准教授）高坂紀広（富士大学准教授）、小島一富士（中央大学経理研究所専任講師・公認会計士）、吉井久美子（弁護士・公認会計士）などが挙げられる。自身が経理研究所OGであることもあり、ゼミ生の難関資格取得を積極的に後押ししている。
2023年6月13日死去。没後正五位に追叙され、瑞宝中綬章を追贈された。

## 著書
- 『簿記講義1級～3級』（共著、中央経済社）
- 『簿記ワークブック1級～3級』（共著、中央経済社）
- 『テキスト初級簿記』（共著、中央経済社、2008年）
- 『テキスト上級簿記』（共著、中央経済社、2008年）
- 『財務報告のためのキャッシュフロー割引計算「割引キャッシュフローの意義とその理論的基礎」「減損計上にみるキャッシュフロー割引計算」』（共著、中央経済社、2000年）
- 『現代会計理論と会計実践「リース会計の課題」』（共著、中央経済社、1996年）
- 『中国及び日本の会計・監査制度「企業会計制度の現状」（第3章第2節のⅠ）「職業会計人と会計教育」（第12章第2節の７）』（共著、中央大学出版局、1996年）
- 『予測財務情報論「予測財務情報とアカウンタビリティ」「アメリカにおける予測財務情報の開示」』（共著、同文館、1995年）
- 『会計学総論「会計の制度」』（共著、八千代出版、1995年）
- 『会計方針選択行動論─理論と実証「会計方針の変更に関する実態調査」』（共著、中央経済社、1994年）

他共著・編著・論文多数。

## 受賞
- 日本会計研究学会賞 （1993年）
- 中央大学学術奨励賞 （1994年）